# Kapasia
Kapasia è un sottodistretto (upazila) del Bangladesh situato nel distretto di Gazipur, divisione di Dacca. Si estende su una superficie di 356,98 km² e conta una popolazione di 303.710 abitanti (dato censimento 1991).